# Rumeni muškat
Rumeni muškat je bela sorta vinske trte in istoimensko vino, ki izvira iz Male Azije. Daje izredno aromatična vina, in že v jagodah izjemno močno razvita aromatičnost. Dozoreva pozno, nekateri kloni tudi zgodaj, mošt dosega 20-24% sladkorja.